# Središnja Hrvatska
Središnja Hrvatska ili Zagrebačka makroregija je dio peripanonskog prostora i težište je naseljenosti i gospodarskog razvoja Hrvatske. Prostire se na otprilike trećini teritorija države, a na tom prostoru živi oko polovice ukupnog stanovništva (2,16 milijuna). Prosječna gustoća naseljenosti iznosi 110 stanovnika na kvadratni kilometar i to je iznad hrvatskog prosjeka (75,7 st./km2).
Pojam Središnje Hrvatske često se preklapa s pojmom Sjeverne Hrvatske, ili Sjeverozapadne Hrvatske, jer nema jednoznačno definiranog razgraničenja.

## Reljef Središnje Hrvatske
U reljefu se izmjenjuju gorsko-brežuljkasta područja i pobrđa s nizinsko-ravničarskim krajevima. Gorja su relativno niska (samo Medvednica, Ivančica i Žumberačka gora prelaze 1000 m), a na njih se nastavljaju prigorja raščlanjena potočnim dolinama, koja se postupno spuštaju u doline većih rijeka (Sava, Krapina, Bednja, Glina i dr.). Najveći dio zauzima zavala između Žumberačke gore, Medvednice, Kalničkog gorja, Bilogore, Papuka, Psunja, Zrinske gore i Petrove gore, s najizrazitijim ravnicama uz Savu, Kupu, Lonju, Česmu i Ilovu. Iz nje se izdižu Moslavačka gora i Vukomeričke gorice. U sjevernom dijelu prostor je brežuljkasto-dolinskog Hrvatskog zagorja i brežuljkasto zapadno Međimurje te nizine uz Dravu i Muru, dok južno od Kupe prevladavaju zaravni i niska vapnenačka pobrđa u porječjima Korane, Mrežnice i Dobre, sve do planinskog područja Like.

## Prometni položaj
Središnja Hrvatska ima križišni prometni položaj, koji dolazi do izražaja od sredine 19. stoljeća, kada se tu počinju graditi glavne prometnice od šireg europskog značaja (povezivanje Srednje Europe i Mediterana te Srednje i Jugoistočne Europe. Sve te prometnice mahom prolaze kroz Zagreb, što je uvelike utjecalo na njegov budući rast i razvoj u makroregionalno središte ove hrvatske regije.

## Razvoj gradova
Gradovi Središnje Hrvatske su se, zbog vanjskih utjecaja na razvoj Hrvatske i podređenosti vanjskim centrima (Beču, Budimpešti, itd.) sve do kraja 19. st. vrlo sporo razvijali pa je u to vrijeme ovdje bila vrlo siromašna mreža gradova.
Jači razvoj industrije, od kraja 19. st., potaknuo je sve veći priljev stanovništva iz ruralnih krajeva, pa se danas pojedini dijelovi Središnje Hrvatske ubrajaju među najurbaniziranija područja države, a posebno se ističu šira gradska područja Zagreba, Velike Gorice, Varaždina, Karlovca i Siska.

## Stanovništvo i naseljenost
Sjeverozapadni dijelovi regije (širi zagrebački prostor, Zagorje, Međimurje, Prigorje, gornja Podravina, sjeverno Pokuplje), i to ponajprije više zone, kontinuirano su naseljeni od ranog srednjeg vijeka do danas, dok je u južnom i istočnom dijelu naseljenost, zbog povijesnih događanja, bila prekinuta u drugoj polovici 16. i u 17. st., nakon čega su ti krajevi (Kordun, Banovina (Banija), Lonjsko - ilovska zavala) ponovno naseljeni novim stanovništvom pa ih danas odlikuje složenija etnička struktura.
Poticaj izgradnji naselja uvelike je dala izgradnja prometnica. U brežuljkastim krajevima prevladavaju mala raštrkana naselja, a u nizinskim, u kojima je danas težište naseljenosti, veća i zbijena.
Središnja Hrvatska danas predstavlja naseobinsko-gospodarsku okosnicu Hrvatske s postojanim rastom stanovništva. Nema velikih skokova iako je polarziranost užeg prostora i rubnog pojasa makroregije izrazita. Rast stanovništa Zagreba utjecao je na takav trend makroregije u cjelini, koja inače ima krajeva s jakom depopulacijom.

### Gradovi

#### Preko 22.000 stanovnika (2011.)
| Grb | Grad          | Županija               | Površina (km2) | Stanovništvo (Popis 2011.) |
| --- | ------------- | ---------------------- | -------------- | -------------------------- |
|     | Zagreb        | Grad Zagreb            | 641 km²        | 790.017                    |
|     | Velika Gorica | Zagrebačka             | 552 km²        | 63.517                     |
|     | Karlovac      | Karlovačka             | 402 km²        | 59.395                     |
|     | Sisak         | Sisačko-moslavačka     | 422,75 km²     | 47.768                     |
|     | Varaždin      | Varaždinska            | 59,45 km²      | 46.946                     |
|     | Bjelovar      | Bjelovarsko-bilogorska | 191,9 km²      | 40.276                     |
|     | Samobor       | Zagrebačka             | 250 km²        | 37.633                     |
|     | Koprivnica    | Koprivničko-križevačka | 90,94 km²      | 30.854                     |
|     | Čakovec       | Međimurska             | 72,8 km²       | 27.820                     |
|     | Zaprešić      | Zagrebačka             | 52,60 km²      | 25.223                     |
|     | Petrinja      | Sisačko-moslavačka     | 41,64 km²      | 24.671                     |
|     | Kutina        | Sisačko-moslavačka     | 294,34 km²     | 22.760                     |

#### Ispod 22.000 stanovnika (2011.)
| Grb | Grad                | Županija               | Površina (km2) | Stanovništvo (Popis 2011.) |
| --- | ------------------- | ---------------------- | -------------- | -------------------------- |
|     | Križevci            | Koprivničko-križevačka | 263,7 km²      | 21.122                     |
|     | Sveta Nedelja       | Zagrebačka             | 52,6 km²       | 18.059                     |
|     | Dugo Selo           | Zagrebačka             | 53,79 km²      | 17.466                     |
|     | Sveti Ivan Zelina   | Zagrebačka             | 185,44 km²     | 15.959                     |
|     | Jastrebarsko        | Zagrebačka             | 226,50 km²     | 15.866                     |
|     | Vrbovec             | Zagrebačka             | 159,5 km²      | 14.797                     |
|     | Ivanić-Grad         | Zagrebačka             | 173,57 km²     | 14.548                     |
|     | Ogulin              | Karlovačka             | 542,32 km²     | 13.915                     |
|     | Ivanec              | Varaždinska            | 96,11 km²      | 13.758                     |
|     | Novi Marof          | Varaždinska            | 111,75 km²     | 13.246                     |
|     | Krapina             | Krapinsko-zagorska     | 47,53 km²      | 12.480                     |
|     | Popovača            | Sisačko-moslavačka     | 219,4 km²      | 11.905                     |
|     | Duga Resa           | Karlovačka             | 58 km²         | 11.180                     |
|     | Garešnica           | Bjelovarsko-bilogorska | 225,9 km²      | 10.472                     |
|     | Glina               | Sisačko-moslavačka     | 543 km²        | 9.283                      |
|     | Zabok               | Krapinsko-zagorska     | 34,88 km²      | 8.994                      |
|     | Ludbreg             | Varaždinska            | 68,30 km²      | 8.478                      |
|     | Lepoglava           | Varaždinska            | 65,89 km²      | 8.283                      |
|     | Đurđevac            | Koprivničko-križevačka | 157,19 km²     | 8.264                      |
|     | Čazma               | Bjelovarsko-bilogorska | 240 km²        | 8.077                      |
|     | Prelog              | Međimurska             | 63,66 km²      | 7.815                      |
|     | Ozalj               | Karlovačka             | 179,40 km²     | 6.817                      |
|     | Pregrada            | Krapinsko-zagorska     | 67,26 km²      | 6.594                      |
|     | Grubišno Polje      | Bjelovarsko-bilogorska | 269 km²        | 6.478                      |
|     | Varaždinske Toplice | Varaždinska            | 79,75 km²      | 6.364                      |
|     | Mursko Središće     | Međimurska             | 33,89 km²      | 6.307                      |
|     | Oroslavje           | Krapinsko-zagorska     | 31,20 km²      | 6.138                      |
|     | Zlatar              | Krapinsko-zagorska     | 75,78 km²      | 6.096                      |
|     | Donja Stubica       | Krapinsko-zagorska     | 44,60 km²      | 5.680                      |
|     | Slunj               | Karlovačka             | 392,54 km²     | 5.076                      |
|     | Klanjec             | Krapinsko-zagorska     | 26 km²         | 2.915                      |
|     | Hrvatska Kostajnica | Sisačko-moslavačka     | 52,60 km²      | 2.756                      |